# Вапоризація
Вапоризація (рос. вапоризация, англ. vaporation, vaporization, нім. Vaporisation) — косметична процедура, при якій шкіру обдувають парою дистильованої, озонованої або ароматизованої води. Проводиться за допомогою спеціального пристрою, вапоризатору (вапозону), який створює струмінь теплої або прохолодної пари, і має насадку, що дозволяє напрямляти його на потрібні ділянки шкіри. Процедура за механізмом дії є подібною до сауни або парової ванни. 
Вважається, що вапоризація стимулює кровообіг у шкірі та сприяє її очищенню.
Вапоризацію використовують при гіперкератозі, себорейній шкірі, як допоміжну процедуру перед чисткою і масажем.
Протипоказаннями до процедури є купероз, надмірна чутливість, астма, серцево-судинні захворювання та деякі інші стани.
Інша процедура з такою назвою — лазерна вапоризація: метод лікування патологій шийки матки, при якому вміст клітин випаровується за допомогою лазеру.